# Aeroportul Clinton-Sherman
Aeroportul Clinton-Sherman (IATA: CSM, ICAO: KCSM, FAA LID: CSM) este un aeroport din Oklahoma, Statele Unite ale Americii ce deservește zona Clinton⁠(d). A fost numit după zona deservită.
Situat la o altitudine de 586 m, aeroportul dispune de o singură pistă.